# Special Criminal Court

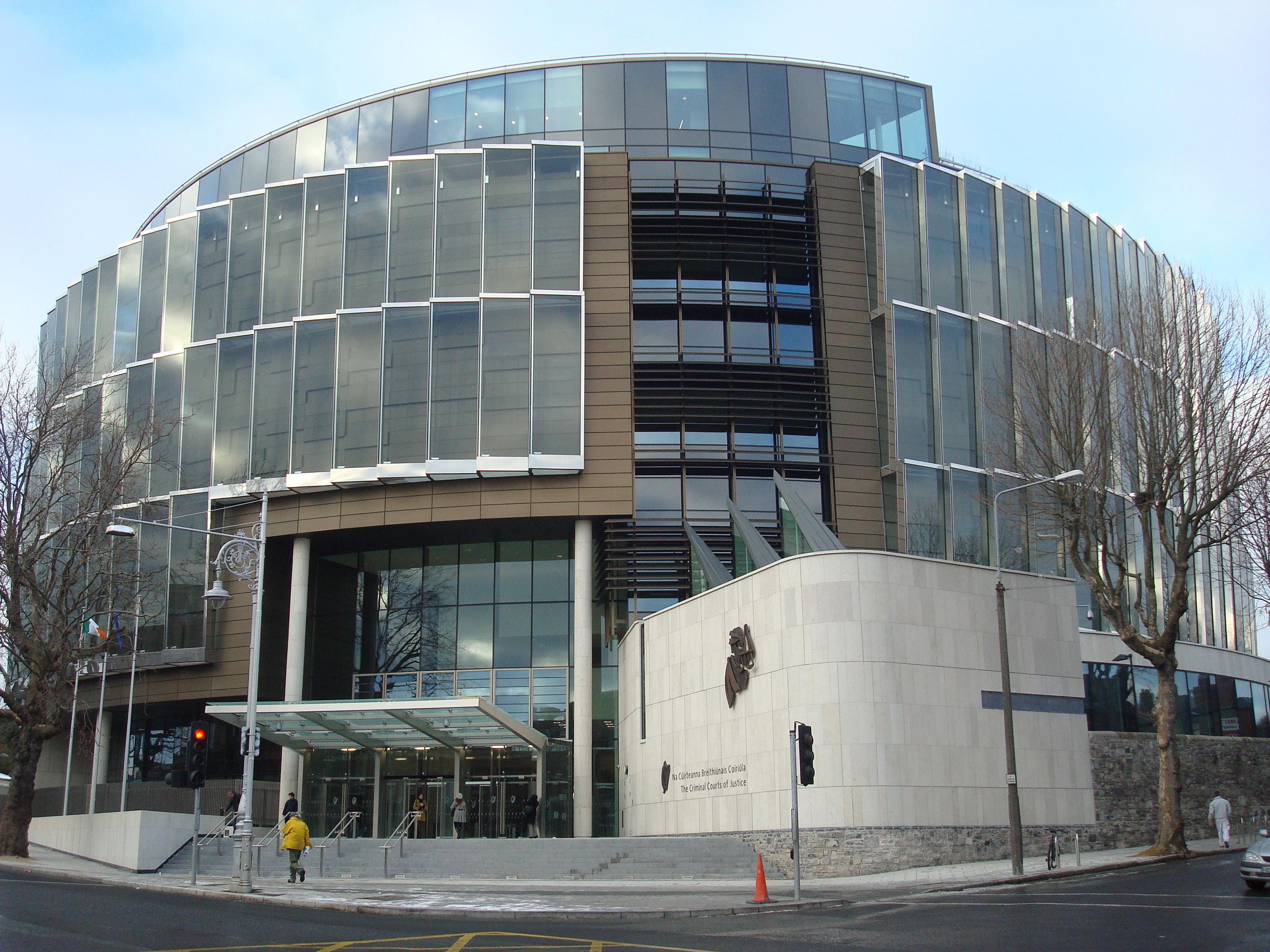
Bâtiment de la Cour pénale de justice de Dublin

Une Special Criminal Court (irlandais : Cúirt Choiriúil Speisialta, français : Cour criminelle spéciale) est un tribunal sans jury de république d'Irlande. Mises en place grâce à l'article 38 de la Constitution de l'Irlande, elles jugent les délits de terrorisme et de crime organisé. Elles ont fonctionné plusieurs fois contre les mouvements armés républicains, en particulier pendant le conflit nord-irlandais.

## Histoire
Le 26 mai 1972, le gouvernement a exercé son pouvoir de faire une proclamation en vertu de l’article 35(2) de la loi de 1939 sur les infractions contre l'État, ce qui a conduit à la création de la Cour pénale spéciale pour le jugement de certaines infractions. La cour actuelle a été initialement établie par le Dáil en vertu de la Loi de 1939 sur les infractions contre l'État pour empêcher l'Armée républicaine irlandaise de subvertir la neutralité de l'Irlande pendant la Seconde Guerre mondiale et l'État d'urgence. La version actuelle de la Cour pénale spéciale date de 1972, peu après le début du conflit nord-irlandais.
Avant mai 1972, les volontaires de l'Armée républicaine irlandaise provisoire dans la république d'Irlande étaient jugés dans les tribunaux ordinaires. La Cour pénale spéciale, composée de trois juges, a été réintroduite après une série de procès régionaux où des volontaires de l'IRA ont été acquittés ou ont reçu des peines légères de la part de jurys sympathisants et de juges, et aussi pour prévenir la manipulation ou subornation de jurys.
Bien que la cour ait été initialement créée pour traiter les crimes liés au terrorisme, son mandat a été élargi, et elle traite de plus en plus d’affaires liées au crime organisé depuis le cessez-le-feu de l'Armée républicaine irlandaise provisoire dans les années 1990. Par exemple, des membres du gang de trafiquants de drogue qui a assassiné la journaliste Veronica Guerin ont été jugés devant la Cour pénale spéciale.
Les articles 35(4) et (5) de la loi de 1939 sur les infractions contre l'État stipulent que si à tout moment le gouvernement ou le Parlement est convaincu que les tribunaux ordinaires sont à nouveau en mesure de garantir l'administration efficace de la justice et la préservation de la paix et de l'ordre public, une proclamation ou une résolution d'abrogation doit être émise pour mettre fin au régime de la Cour pénale spéciale ; à ce jour, aucune telle proclamation ou résolution d'abrogation n'a été promulguée. À la suite de l'introduction d'une procédure régulière de révision et d'évaluation par le gouvernement le 14 janvier 1997, des révisions tenant compte des avis des agences de l'État concernées ont été effectuées les 11 février 1997, 24 mars 1998 et 14 avril 1999, concluant que le maintien de la cour était nécessaire, non seulement en raison de la menace persistante pour la sécurité de l'État posée par des actes de violence, mais aussi de la menace particulière pour l'administration de la justice, y compris l'intimidation des jurys, provenant de l'essor des gangs criminels organisés et impitoyables, principalement impliqués dans les crimes violents et liés à la drogue.